# Ekaterina Kovalevskaja

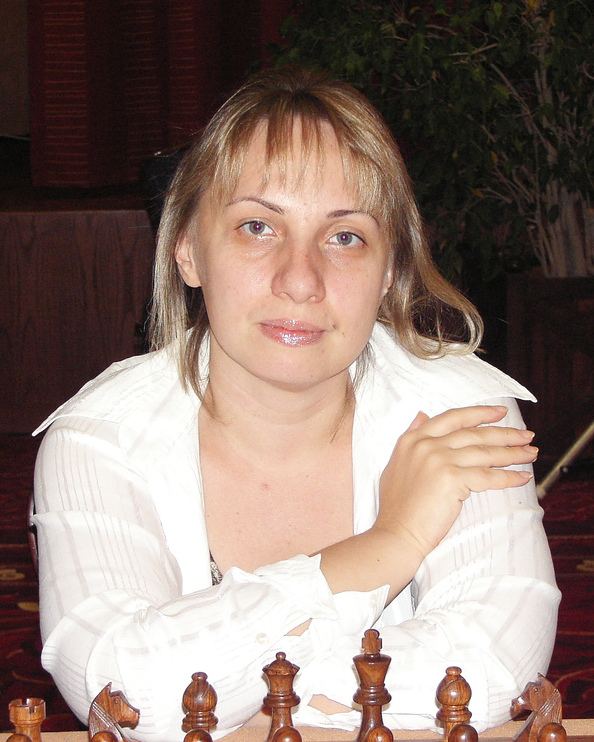
Kovalevskaja nel 2007

Ekaterina Kovalevskaja (in russo Екатерина Ковалевская?) (Rostov sul Don, 17 aprile 1974) è una scacchista russa.

## Biografia
Ha conquistato il primo posto nel Campionato russo femminile di scacchi nel 1994 e nel 2000. Nel 2001 e nel 2004 ha vinto la medaglia d'argento al Campionato europeo individuale di scacchi femminile, mentre nel 2004 si è classificata seconda al Campionato del mondo femminile di scacchi, perdendo la finale contro la bulgara Antoaneta Stefanova.
Ha fatto parte della squadra russa femminile di scacchi in diverse edizioni delle Olimpiadi degli scacchi, del Campionato del mondo a squadre di scacchi, e del Campionato europeo a squadre di scacchi, conquistando la medaglia d'argento ai giochi olimpici del 1998, 2002 e 2006 e la medaglia di bronzo ai giochi olimpici del 2000 e del 2004, l'argento ai mondiali del 2007 e del 2009 e vincendo il campionato europeo del 2007.
Ha ottenuto il titolo di Grande maestro femminile nel 1998, e di Maestro internazionale nel 2004, in seguito al raggiungimento della finale nel Campionato del mondo femminile di scacchi di quell'anno.